# Oxalat

Estructura de l'anió d'oxalat

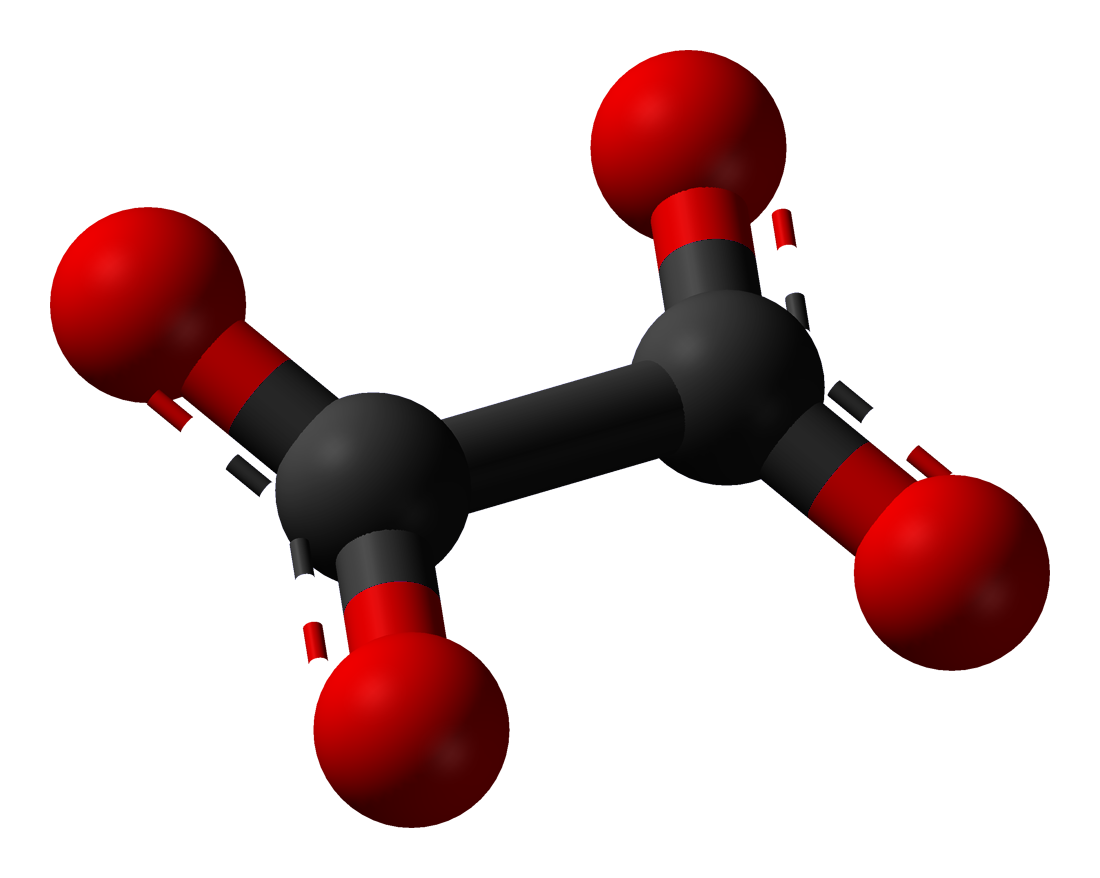
Model en relleu de l'oxalat

Oxalat (IUPAC: etanodioat), de vegades abreujat com ox, són sals o èsters de l'àcid oxàlic. Les sals tenen en comú el dianió amb fórmula C₂O₄2− també escrit (COO)₂2−. El nom d'oxalat també es fa servir per als seus derivats com oxalat de disodi, (Na+)₂C₂O₄2−, o un èster d'àcid oxàlic (com el dimetil d'oxalat, (CH₃)₂C₂O₄). Molts ions metàl·lics formen precipitats insolubles amb oxalat, un exemple prominent és l'oxalat de calci, el constituent principal de les pedres del ronyó.
Són exemples de compostos derivats l'oxalat de sodi - Na₂C₂O₄, l'oxalat de calci - CaC₂O₄, el ferrioxalat de potassi - K₃[Fe(C₂O₄)₃], el difenil oxalat - (C₆H₅)₂C₂O₄ o el dimetil oxalat - (CH₃)₂C₂O₄.

## Ocurrència en la natura
L'oxalat es presenta àmpliament en el regne de les plantes, per exemple en Chenopodium album i les espècies del gènere Oxalis. Les fulles del ruibarbre (gènere Rheum) i del fajol tenen alts contingut d'oxalat. Es biosintetitza via l'oxidació incompleta dels carbohidrats. Altres plantes comestibles amb quantitats significatives d'oxalat inclouen en ordre decreixent: el fruit (Averrhoa carambola), pebre negre, julivert, llavors de rosella, amaranthus, espinac, bleda, xocolata i Espinac de Nova Zelanda (Tetragonia tetragonioides). Les fulles de te presenten oxalat però la infusió no gaire. També es coneixen minerals oxalats.

## Efectes fisiològics
En el cos l'àcid oxàlic es combina amb ions metàl·lics com el calci (Ca2+) i el ferro (Fe2+) per formar cristalls excretats amb l'orina. En diverses malalties com les pedres al ronyó i la gota s'aconsella evitar el consum de productes amb alt contingut d'oxalat. El 80% de les pedres del ronyó estan compostes d'oxalat.
L'oxalat de magnesi és 567 vegades més soluble que l'oxalat de calci. El cadmi catalitza la transformació de la vitamina C en àcid oxàlic i en els fumadors sovint es presenten alts nivell de cadmi.